# Odontoscapus calviniae
Odontoscapus calviniae är en stekelart som först beskrevs av Cameron 1906.  Odontoscapus calviniae ingår i släktet Odontoscapus och familjen bracksteklar. Inga underarter finns listade i Catalogue of Life.